# Robiquetia hansenii
Robiquetia hansenii är en orkidéart som beskrevs av Johannes Jacobus Smith. Robiquetia hansenii ingår i släktet Robiquetia och familjen orkidéer. Inga underarter finns listade i Catalogue of Life.